# RajUstopy
RajUstopy – film (komedia) produkcji polskiej z 2005 roku.

## Obsada
- Cezary Żak – Piotr
- Wiktor Wieliński – Krzysztof
- Wiesław Tupaczewski – Prowadzący
- Magdalena Wójcik – Dorota
- Agnieszka Czekańska – Monika
- Karolina Dryzner – Iwona
- Michał Anioł – Jacek
- Katarzyna Romanowska – Anna
- Małgorzata Duda – Zyta
- Jolanta Mrotek – Beata
- Paweł Szczesny – Dyrektor banku
- Jacek Lenartowicz – Jurij
- Józef Mika – Karl
- Julian Mere – Francesco
- Karolina Zaperty – Żona Krzysztofa
- Marek Jażdżyk – Członek zarządu banku